# Svenska mästerskapen i kortbanesimning
Svenska mästerskapen i kortbanesimning avgörs varje år i 25-metersbassäng. Första upplagan simmades 1953.

## Värdar
| - 1953 – Stockholm - 1954 – Stockholm - 1955 – Stockholm - 1956 – Simhallsbadet, Malmö - 1957 – Göteborg - 1958 – Stockholm - 1959 – Helsingborg - 1960 – Stockholm - 1961 – Gävle - 1962 – Göteborg - 1963 – Simhallsbadet, Malmö - 1964 – Västerås - 1965 – Kristinehamn - 1966 – Helsingborg - 1967 – Västerås - 1968 – Halmstad - 1969 – Borlänge - 1970 – Linköping | - 1971 – Sundsvall - 1972 – Umeå - 1973 – Växjö - 1974 – Linköping - 1975 – Falun - 1976 – Göteborg - 1977 – Umeå - 1978 – Simhallsbadet, Malmö - 1979 – Västerås - 1980 – Borlänge - 1981 – Linköping - 1982 – Göteborg - 1983 – Jakobsbergs simhall, Järfälla - 1984 – Norrköping - 1985 – Sundsvall - 1986 – Simhallsbadet, Malmö - 1987 – Linköping - 1988 – Örebro | - 1989 – Aq-va-kul, Malmö - 1990 – Göteborg - 1991 – Sydpoolen, Södertälje - 1992 – Norrköping - 1993 – Linköping - 1994 – Sundsvall - 1995 – Växjö - 1996 – Sundsvall - 1997 – Västerås - 1998 – Tivolibadet, Kristianstad - 1999 – Sydpoolen, Södertälje - 2000 – Eriksdalsbadet, Stockholm - 2001 – Aq-va-kul, Malmö - 2002 – Valhallabadet, Göteborg - 2003 – Eriksdalsbadet, Stockholm - 2004 – Aq-va-kul, Malmö - 2005 - Valhallabadet, Göteborg - 2006 – Fyrishov, Uppsala | - 2007 – Rosenlundsbadet, Jönköping - 2008 – Stockholm - 2009 – Göteborg - 2010 – Stockholm - 2011 – Stockholm - 2012 – Helsingborg - 2013 – Göteborg - 2014 – Stockholm - 2015 – Helsingborg - 2016 – Stockholm - 2017 – Jönköping - 2018 – Stockholm - 2019 – Eskilstuna - 2020 – Inställt - 2021 – Stockholm - 2022 – Stockholm - 2023 – Valhallabadet, Göteborg - 2024 – Helsingborg |